# Hydrophon
Als Hydrophon (von altgriechisch ὕδωρ hydor „Wasser“ sowie φωνή phoné „Ton“, „Stimme“) bezeichnet man ein Gerät zur Wandlung von Wasserschall in eine dem Schalldruck entsprechende elektrische Spannung. Eine andere Bezeichnung ist „Unterwassermikrophon“.
Hydrophone werden im Meer eingesetzt (stationär oder in Horchbojen), um dort Wasserschallgeräusche aufzunehmen sowie vor allem in der Medizin etwa für nichtinvasive medizinische Diagnosen oder für die Positionierung von Lithotriptern. Diese Anwendungsgebiete im Meer und in der Medizin unterscheiden sich entsprechend der Ausdehnung ihres jeweiligen Anwendungsmediums auch in dem jeweils verwendeten Frequenzbereich (im Meer zwischen ca. 10 Hz und 400 kHz, in der Medizin bei 1 MHz bis 40 MHz) und damit in der Konstruktion.
Hydrophone sind grundsätzlich anders konstruiert als Mikrophone. Der Grund besteht weniger in der erforderlichen Feuchtigkeitsunempfindlichkeit als in der unterschiedlichen akustischen „Härte“ (akustische Impedanz). Während es Mikrophone auch als Schnelle-Empfänger (Tauchspulmikrofone, Bändchenmikrophone) gibt, werden als Hydrophone fast nur Druckempfänger eingesetzt. Dabei wird vorzugsweise der piezoelektrische Effekt genutzt.
Grundsätzlich sind Hydrophone auch als Unterwasserschallquellen nutzbar. Diese werden aber eher als Projektoren bezeichnet oder – wenn sie sowohl als Schallsender als auch als Empfänger genutzt werden – als Schallwandler (Transducer). Derartige Schallquellen sind üblicherweise anders dimensioniert, werden aber häufig insbesondere bei Aktivsonaranlagen auch als Empfänger genutzt. Sie werden dann aber nicht als Hydrophon bezeichnet.

## Hydrophone für den Einsatz im Meer

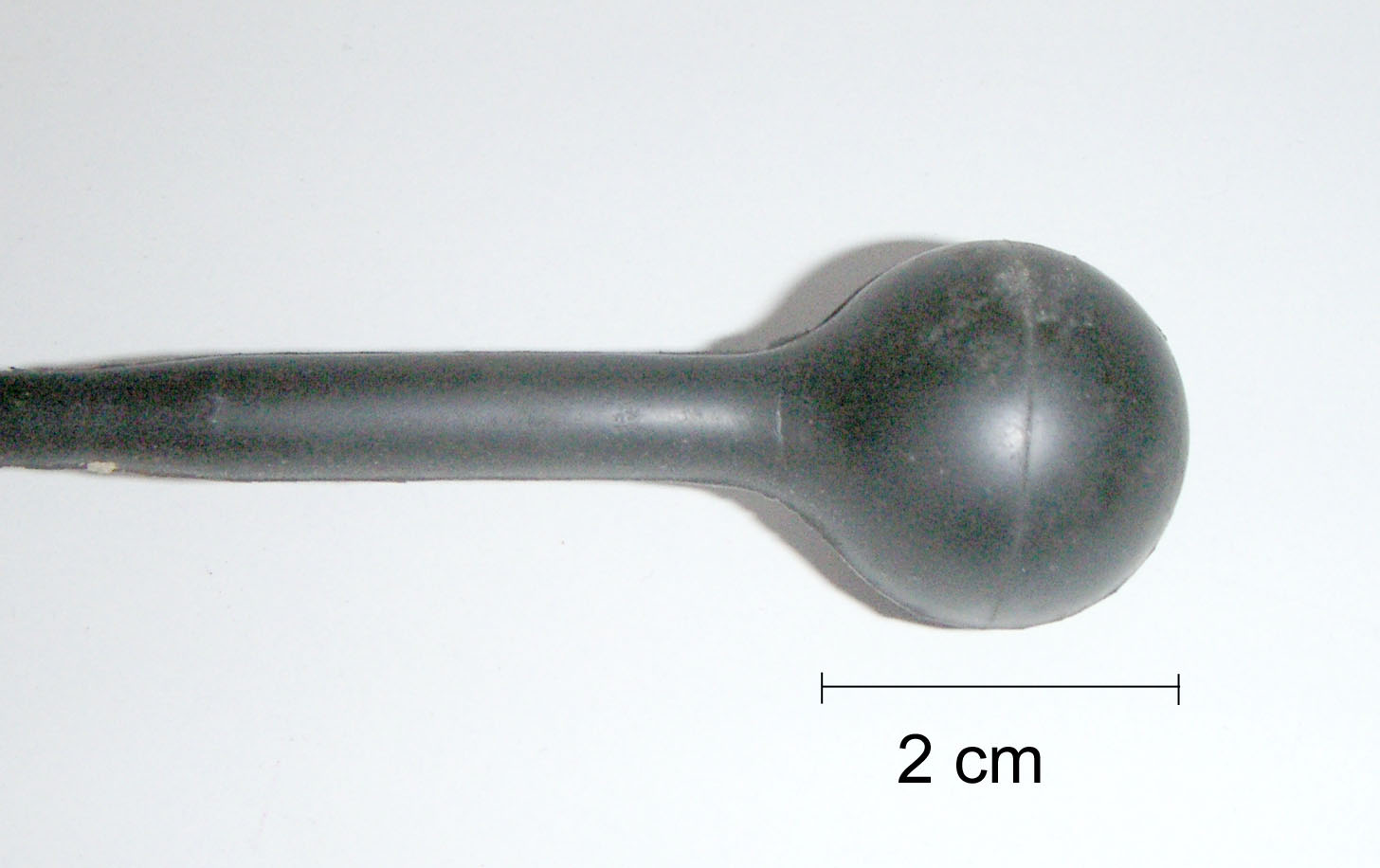
Hydrophon

### Grundsätzliche Konstruktion eines Hydrophons
Handelsübliche Hydrophone enthalten als akustisch wirksames Element einen (oder mehrere) Hohlzylinder oder Hohlkugeln aus Blei-Zirkonat-Titanat (PZT). PZT hat eine größere Impedanz als Wasser. Deswegen werden relativ dünnwandige Hohlzylinder oder Hohlkugeln verwendet, um eine günstige Impedanzanpassung zu erreichen. Dies macht insbesondere Zylinder aus der spröden PZT-Keramik bruchanfällig. Daher werden trotz des etwas größeren konstruktiven Aufwandes inzwischen Hohlzylinder bevorzugt. Die Innenseite des Zylinders oder der Kugel ist schallweich (Luft, Kork oder Ähnliches). Das piezoelektrische Material ist so vorgepolt, dass durch den Druck Umfangsänderungen eintreten, die quer zu dieser Richtung durch eine leitende Beschichtung innen und außen abgegriffen wird.
Die Abmessungen der Zylinder oder Kugeln sind so, dass sie unterhalb einer Wellenlänge liegen. Manche Hydrophone für den Einsatz im Meer haben daher einen Durchmesser von etwa 1 cm, wodurch sie bei einer Schallgeschwindigkeit von 1480 bis 1500 m/s im Wasser bis etwa 100 kHz (Wellenlänge etwa 1,5 cm) diese Bedingung erfüllen. Da diese Bauweise jedoch zu wenig Pegel liefert, greifen die Hersteller von hochwertigen Hydrophonen (vgl. Brühl & Kjaer, Reson, Sonar Surround) zu Sonderformen mit bis zu 12 cm langen Sensorflächen in Zylinder- oder Kugelform. Diese Sensoren sind gebaut, um über große Entfernungen Geräusche zu detektieren. Über weite Distanzen kann man im Meer jedoch die vertikale Schallausbreitung vernachlässigen. Aus diesem Grund haben diese Hydrophone vor allem in der Horizontalen eine omnidirektionale Richtcharakteristik.

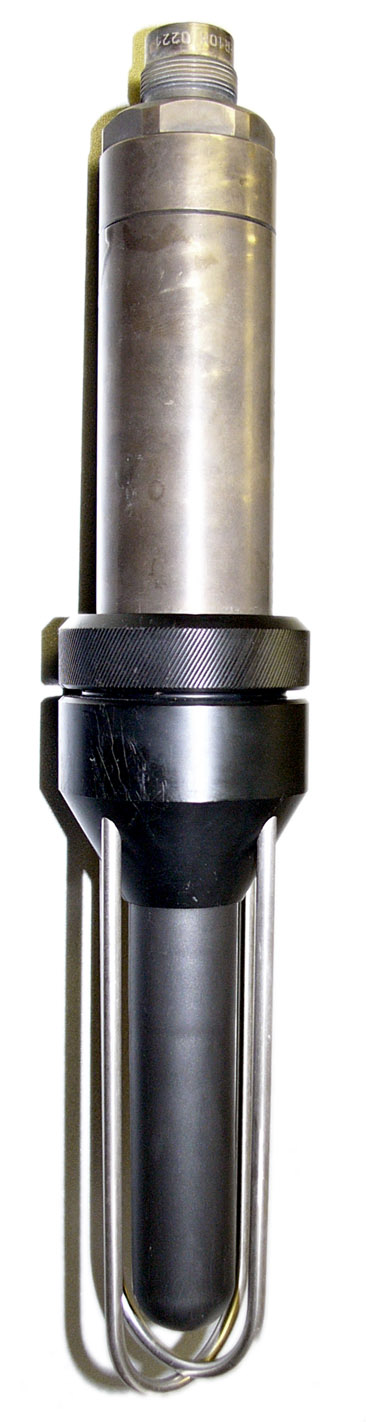
Reson TC4032

Das gesamte Hydrophon wird durch einen Überzug aus einem Elastomer gegen das Wasser geschützt.
Das Ersatzschaltbild eines piezoelektrischen Hydrophons ist im Wesentlichen ein Kondensator. Erst am oberen Frequenzende seines Einsatzbereiches wirkt die Masse des Materials als Induktivität, wodurch eine Resonanz auftritt. Unterhalb dieser Resonanzfrequenz ist der Frequenzgang eines Hydrophones meist sehr linear, oberhalb fällt er steil ab.
Allerdings wird zusammen mit dem Eingangswiderstand des nachfolgenden Verstärkers ein Hochpass gebildet. Dies ist ein durchaus erwünschter Effekt, weil sonst beim Absenken des Hydrophons ins Wasser eine hohe Spannung durch den hydrostatischen Druck gebildet würde.
Die Eigenkapazität eines Hydrophons ist üblicherweise im Bereich von wenigen nF. Diese Kapazität bildet zusammen mit den üblicherweise verwendeten Koaxialkabeln einen kapazitiven Spannungsteiler. Deswegen wird meist ein Vorverstärker in der Nähe des Hydrophons angeordnet. Dadurch vermeidet man zugleich elektrische Störeinstrahlungen, weil die hochohmige empfindliche Leitung sich vollständig unter Wasser befindet, was eine vorzügliche Abschirmung bewirkt.

### Sonderformen
Sonderformen gibt es im Wesentlichen in Hinblick auf die besonderen Anforderungen des Einbaus, wie zum Beispiel zwecks Körperschallentkopplung oder für den Einbau in den Ölschlauch einer Linienantenne (Sonar LFAS). Weil die im Meer eingesetzten Hydrophone fast immer klein gegen die akustische Wellenlänge sind, weisen sie normalerweise keine Richtcharakteristik auf. Eine Ausnahme sind Gradientenempfänger. Sie werden beispielsweise in DIFAR-Sonobojen eingesetzt. Mit ihnen wird die Richtung von dominierenden Zielen bestimmbar, es wird aber keine Störsignalunterdrückung oder Richtungstrennung von Zielen erreicht. Ein Gradientenempfänger funktioniert sehr ähnlich wie ein Schnelleempfänger. Allerdings sind die Schallschnelle und die Bewegungsamplitude wegen der hohen Impedanz des Wassers sehr klein, so dass zweckmäßiger die Druckdifferenz in kleinem Abstand, eben der Druckgradient ausgenutzt wird. Für die volle Richtungsbestimmung sind zwei orthogonal zueinander angeordnete Gradientenempfänger nötig. Stattdessen werden aber insbesondere in LFAS-Antennen auch drei Einzelempfänger in geringem Abstand (Triplet-Array) verwendet.

### Richtcharakteristik
Da die meisten Hydrophone für Messzwecke entwickelt wurden, besitzen diese bis hin zur höchsten übertragbaren Frequenz eine omnidirektionale Richtcharakteristik. Aufgrund der hohen Schallgeschwindigkeit, ergo Wellenlänge, im Wasser sind akustische Richtwirkungen durch Laufzeitglieder wie Ports oder Interferenzrohre nicht praktikabel. Eine Ausnahme bildet hier die Richtkugel der Firma Sonar Surround, die durch eine gebogene Grenzfläche und ein besonderes Material Hydrophonen die Richtwirkung einer Superniere verleiht.
Das Militär benötigt jedoch weit größere Richtwirkung bis hin zu einer Genauigkeit von 0,2 Grad. Solch Richtwirkungen lassen sich nur mit einer möglichst großen akustisch sensitiven Fläche realisieren. Diese wird erreicht, indem man sehr viele Hydrophone miteinander verschaltet (vgl. Sonar Dome, Schleppsonar). Hier kann nun ein Computer aufgrund der minimalen Laufzeitunterschiede die Wellenfront analysieren und somit die Einfallsrichtung bestimmen.
Nachteil hierbei ist, dass durch das Zusammenmischen von manchmal bis zu tausend und mehr Hydrophonen der Klang sehr verfälscht wird. Somit bietet sich elektronische Richtwirkung (mindestens 4 Hydrophone im Tetraeder) nicht für ästhetische Aufnahmen an.
Für stereophone Aufnahmen kommen somit nur Laufzeittechniken oder Intensitätstechniken mit der Sonar Surround DS in Frage.

## Hydrophone für die medizinische Diagnostik

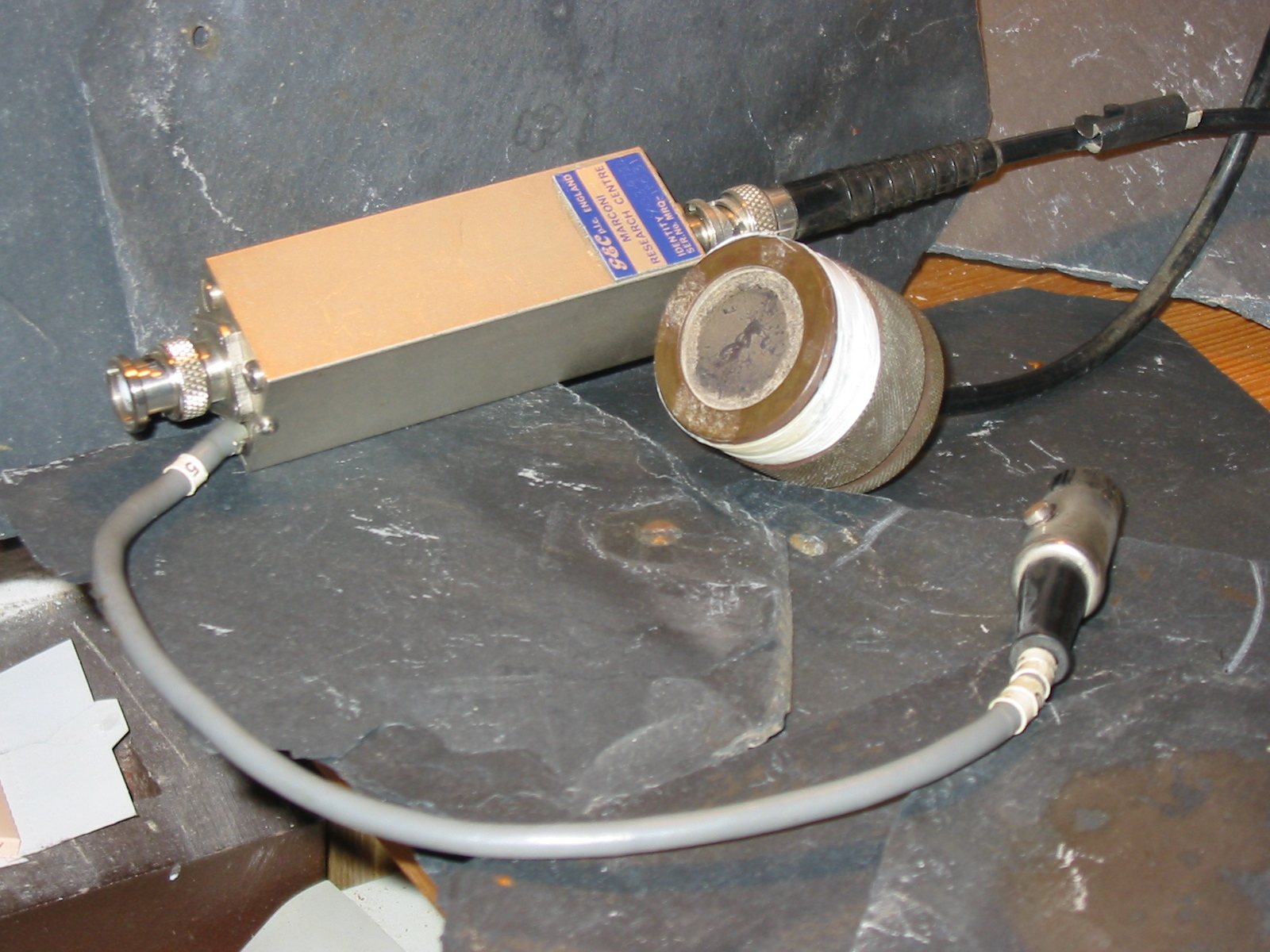
PZT-Ultraschall-Hydrophon, 32 mm Sensordurchmesser

### Physikalische Grundlagen
Wasserschall stellt ein räumliches Gebiet mit zeitlich periodisch veränderlicher Dichte dar (Dichtewelle und Druckwelle sind gleichwertige Modelle für das Phänomen Schall).

### Impedanz
Für den Anteil der Schallenergie, der von einem Ausbreitungsmedium ins andere übergehen kann, ist entscheidend, wie sich die Schallkennimpedanzen dieser Medien zueinander verhalten. Als Schallkennimpedanz eines Materials wird das Produkt aus Dichte und Schallgeschwindigkeit dieses Materials bezeichnet. Das Verhältnis der kleineren Impedanz zur größeren an einer Mediengrenze ist eine dimensionslose Zahl im Intervall [0…1] und beschreibt die akustische Kopplung. Bei Quotienten nahe 1 (entspricht etwa gleich großen Impedanzen) koppelt die Schallwelle sehr gut von dem einen in das andere Ausbreitungsmedium. Die Schallgeschwindigkeit ist in Wasser etwa viermal so groß, wie in Luft. Außerdem unterscheiden sich die Dichten der beiden Medien um fast drei Größenordnungen. Für eine Wasser-Luft-Grenzfläche ergibt sich eine akustische Kopplung von ca. 0,0003. Eine derartige Situation extrem schlechter Impedanzanpassung wird auch Quasi-Entkopplung genannt. Gemäß den Gesetzen der Brechung und den daraus abgeleiteten Anteilen für Reflexion und Transmission wirft eine Grenzfläche Wasser-Luft den auftreffenden Schall praktisch vollständig ins Wasser zurück. Um Schallphänomene im Wasser zu studieren, werden die Schallsignale entweder im Medium Wasser selbst und ohne Luftschicht vor dem Sensor in die angestrebte Signalform Wechselspannung überführt, oder man koppelt zwischen dem Wasser und dem Sensor mit einer die Impedanzen anpassenden Schicht (in der Sonographie typisch: stark wasserhaltiges Gel). Damit ein Hydrophon akustische Nutzsignale mit hoher Empfindlichkeit wandeln kann, muss neben anderen Eigenschaften auch eine möglichst gute akustische Kopplung angestrebt werden.

### Nutzsignal
Die physikalisch prinzipiell unterschiedlichen Fragestellungen an Hydrophone priorisieren verschiedene Merkmale der Bauart und ihrer Eigenschaften. Von Interesse sind je nach Thema einer Messung die Laufzeit, die Intensität und die Frequenz, aber in seltenen Fällen auch die Phase und die Streuwinkel.

#### Laufzeit
Zur Bestimmung von Entfernungen (Echolot und ähnliche Anwendungen) spielen räumliches Auflösungsvermögen und Linearität des Frequenzgangs eine untergeordnete Rolle. Dagegen kommt es maßgeblich auf hohe Empfindlichkeit und geeignete Dämpfung an. Hier werden Hydrophone meist im Bereich ihrer Eigenfrequenz betrieben, die auf die zu erwartenden Entfernungen und Strukturgrößen angepasst gewählt wird. Die Zeit, die zwischen dem Beginn des Sendepulses (Ping) bis zum Empfang der Echoantwort verstreicht, ergibt im Produkt mit der Wasserschallgeschwindigkeit ein Maß der vom Signal zurückgelegten Strecke.

#### Amplitude
Wasserschall wird auf seinem Weg in Ausbreitungsrichtung durch Hindernisse hindurch geschwächt. Ein Teil der Schallenergie wird an Impedanzsprüngen reflektiert. Ein Teil der Schallenergie kann in einem Hindernis absorbiert werden. Ein Teil der Intensität wird an Partikeln gestreut. Bei bekannten Eigenschaften des ursprünglichen Schalls können aus den unterschiedlichen Intensitätsanteilen der Reflexion, Transmission, Streuung und Absorption Informationen über die hydroakustischen Eigenschaften der Hindernisse errechnet werden. Messungen der Reflexion stellen dabei zeitlich zueinander versetzte Überlagerungen mehrerer partieller Reflexionen an unterschiedlich hohen Impedanzsprüngen dar. Gute Echolote werten nicht nur die erste Echoantwort aus, sondern errechnen aus der zeitlichen Abfolge verschieden starker Echoantworten ein Impedanzprofil in Strahlrichtung. Verfeinerungen dieser Methode führen zu den Techniken der Sonographie in Reflexion. Die vom Hydrophon gemessenen Amplituden des Schalldrucks führen dann zur errechneten Darstellung der Extinktionseigenschaften im untersuchten Raumgebiet. Die von Hydrophonen gemessenen Intensitäten der Streuanteile eines Ultraschallstrahls in trübem Wasser können zur Errechnung der Streucharakteristik benutzt werden. Daraus ergibt sich bei Kenntnis der Ultraschall-Wellenlänge aus den auch für Schall gültigen Theoriekonzepten Rayleighs und Mies die Größe der streuenden Partikel. Auflösungsvermögen und Linearität sind wesentliche Forderungen an das Hydrophon in einem System, das Extinktionswerte aus der Schallintensität ermittelt. Dies gilt vor allem streng in Anlagen zur Durchschallung mit inkohärentem Schall. In diesen Fällen wird ein Hydrophon gewählt, dessen Eigenfrequenz möglichst deutlich über den hochfrequenten Anteilen des Nutzsignals liegt. Bei gemischten Verfahren, in denen der Extinktionsanteil in der reflektierten Echoantwort gemessen wird, also ein (kohärentes) Puls-Echo-System zugrunde liegt, werden aber auch mit selektiven Empfängern gute Ergebnisse erzielt. Hydrophone wandeln Druckamplituden. Um aus der Ausgangsspannung des Sensors die Schallintensität zu erhalten, wird diese primäre Reizantwort quadriert.

#### Frequenz
Bewegt sich die reflektierende Grenzschicht relativ zum Hydrophon in Ausbreitungsrichtung der Welle, so erscheint das empfangene Signal nach den Regeln des Doppler-Effekts verschoben. Diese Frequenzverschiebung stellt zum Beispiel in der Echokardiografie einen wesentlichen Anteil des Nutzsignals dar. Für hohe Genauigkeit derartiger Messungen werden Hydrophone mit weitestgehend linearem Frequenzgang bevorzugt.

#### Phase
Als Amplitudenempfänger integrieren Hydrophone die auf ihre Messfläche einwirkenden, lokalen, elementaren Schalldrücke phasenrichtig auf. Eine schräg bezüglich der akustischen Achse des Hydrophons (Normalenvektor der Sensorplatte) einfallende, ebene Schallwelle beliebiger Intensität löst keine Ausgangsspannung aus, wenn der Druck mit allen Phasenwinkeln gleichverteilt vom Sensor jeweils paarweise sich auslöschende Antworten fordert. Der kleinste Winkel, unter dem zum ersten Mal dieser Nulldurchgang auftritt, ergibt sich aus dem Durchmesser der messenden Sensorfläche und der Schallwellenlänge. Diese Eigenschaft der Hydrophone wird genutzt, um fremde Schallquellen anzupeilen. Quantifiziert wird diese Eigenschaft in der Richtcharakteristik eines Hydrophons. Die Phasensensibilität eines Hydrophons wächst direkt proportional mit dem Sensordurchmesser und ebenfalls direkt proportional mit der Frequenz des Detektionssignals. Dünne Sensorplatten mit großen Durchmessern lösen Einfallswinkel extrem steil auf.

#### Wasserschallkonservierung
Zum Studium der Details von Wasserschall, der durch eine Fremdquelle verursacht wurde, will man ein dem Original möglichst getreues Abbild des Schallverlaufes speichern. In diesen Anwendungen kommt dem Hydrophon dieselbe Rolle zu, wie einem Mikrophon in der zoologischen Verhaltensforschung. Hochwertige Hydrophone für breitbandige und verzerrungsfreie Aufnahme von Wasserschall fremder Quellen empfangen in der Regel mit kleinen Sensorflächen und geringen Sensordicken.

### Dickenschwinger
Eine Platte, die periodische Signale eines physikalischen Energieträgers in frequenzgleiche und amplitudenproportionale Änderungen ihrer Dicke transformiert, wird als Dickenschwinger bezeichnet. Dickenschwingungen lösen sich zu einem gewissen Anteil als Schallwellen ab. In dieser Betriebsart erzeugt ein Dickenschwinger Schall (Schallwandler). Reziprok dazu generiert ein Dickenschwinger aus auf ihn treffendem Schall ein proportionales, nichtakustisches Signal. Die Eigenfrequenz eines Dickenschwingers ergibt sich aus der Schallgeschwindigkeit im Medium des Schwingers und seiner neutralen Dicke, die im Resonanzfall einer halben Wellenlänge entspricht. Das räumliche Auflösungsvermögen eines Ultraschallsignals im Wasser wird analog zur Argumentation von Ernst Abbe für Lichtmikroskope im Bereich einer Wellenlänge der abtastenden Welle durch Beugung begrenzt. Aus den Forderungen, dass
- die akustische Kopplung nahe bei 1 liege und
- die Eigenfrequenz deutlich größer als oberste Nutzsignalfrequenz sei

ergibt sich für ein Hydrophon die Faustregel, dass sein Sensor dünner sein sollte als die angestrebte Ortsauflösung.

### Piezoelektrischer Effekt
Ein piezoelektrischer Dickenschwinger variiert seine Dicke im Sendebetrieb periodisch mit der Frequenz der Wechselspannung, die an seinen Elektroden anliegt. Im (reziproken) Sensorbetrieb gibt derselbe Schwinger eine amplitudenproportionale Wechselspannung derjenigen Frequenz ab, mit der er in Richtung seiner Dicke periodischen Druckschwankungen ausgesetzt wird. Bei den meisten medizinischen Anwendungen zeichnen Hydrophone Ultraschallsignale im Frequenzbereich zwischen 1 MHz und 20 MHz auf. Um im Wasser Strukturen der Größe 1 mm mit Ultraschall unterscheiden zu können, muss man eine Frequenz von wenigstens etwa 2 MHz einsetzen (die Schallgeschwindigkeit ergibt sich als Produkt aus Wellenlänge und Frequenz). Ein Piezosensor für ein Hydrophon, das in diesem Spektralbereich eingesetzt wird, muss also dünner als 1 mm sein. Geeignete Materialien sind
- PZT-Keramik und
- PVDF.

#### PZT-Keramiken

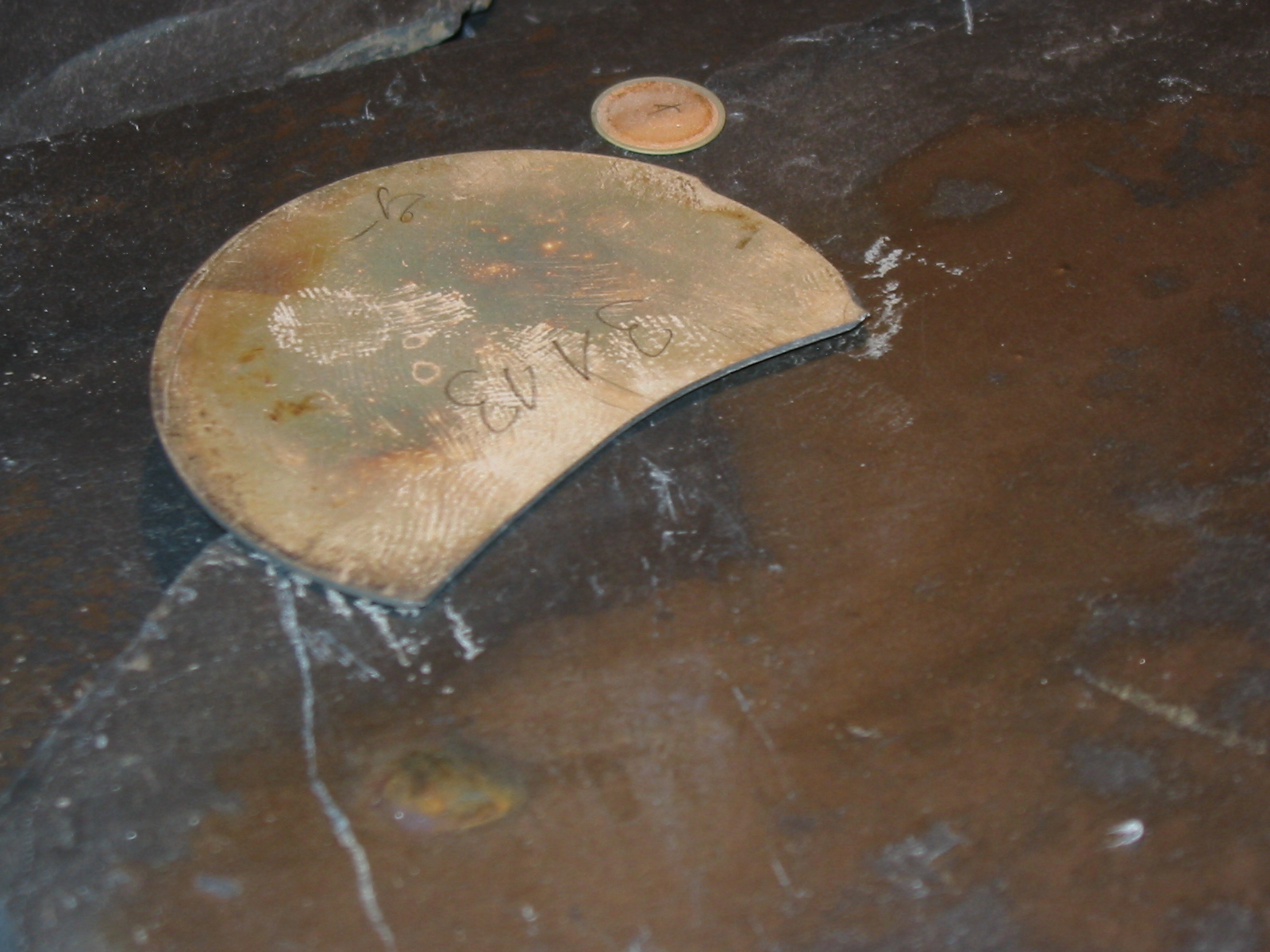
PZT-Ultraschall-Platten 50 mm × 725 µm (zerbrochen) und 10 mm × 200 µm

PZT-Keramiken besitzen Dichten um 7,5 g/cm³ und Schallgeschwindigkeiten um 4600 m/s. Ihre akustische Kopplung an Wasser ist nur ausreichend (0,042). Bei Anwendungen zur Messung von fremdem Wasserschall stört außerdem auch die für Breitbandempfänger zu hohe Güte von etwa 90. Der Sinterwerkstoff ist spröde und bei geringen Dicken sehr zerbrechlich. Dadurch sind die Möglichkeiten begrenzt, Platten mit sehr hohen Eigenfrequenzen herzustellen. Die dünnsten, mechanisch ausreichend stabilen PZT-Sensoren erreichen ihre Resonanzüberhöhung bei etwa 20 MHz. Die Kombination dieser drei Eigenschaften ergibt eine sehr stark selektive, spektrale Empfindlichkeit. Im quasistatischen Betrieb können befriedigende Ergebnisse nur durch geeignete elektronische Signalbearbeitung erzielt werden. In Vorrichtungen, die nach dem Puls-Echo-Verfahren arbeiten, nimmt der Sensor reziprok piezoelektrisch die Echoreaktion eines Signalpulses auf, den er kurz zuvor selber im piezoelektrischen Sendebetrieb abgegeben hatte. Diese Methode minimiert schädliche Auswirkungen der prinzipiellen, sensorischen Defizite von PZT auf die Messergebnisse durch die intrinsisch optimale Anpassung des Sensors auf sein eigenes Signal. Die Verwendung einer einzigen PZT-Platte als kombiniertes Sende- und Empfangsgerät in einem Puls-Echo-System nutzt also die hervorragenden Sendeeigenschaften der Keramik und unterdrückt die objektiv eher schlechten Empfangseigenschaften. PZT ist nach dem Stand der Technik das bevorzugte Material für Hydrophone in Puls-Echo-Anlagen.

#### PVDF-Folien

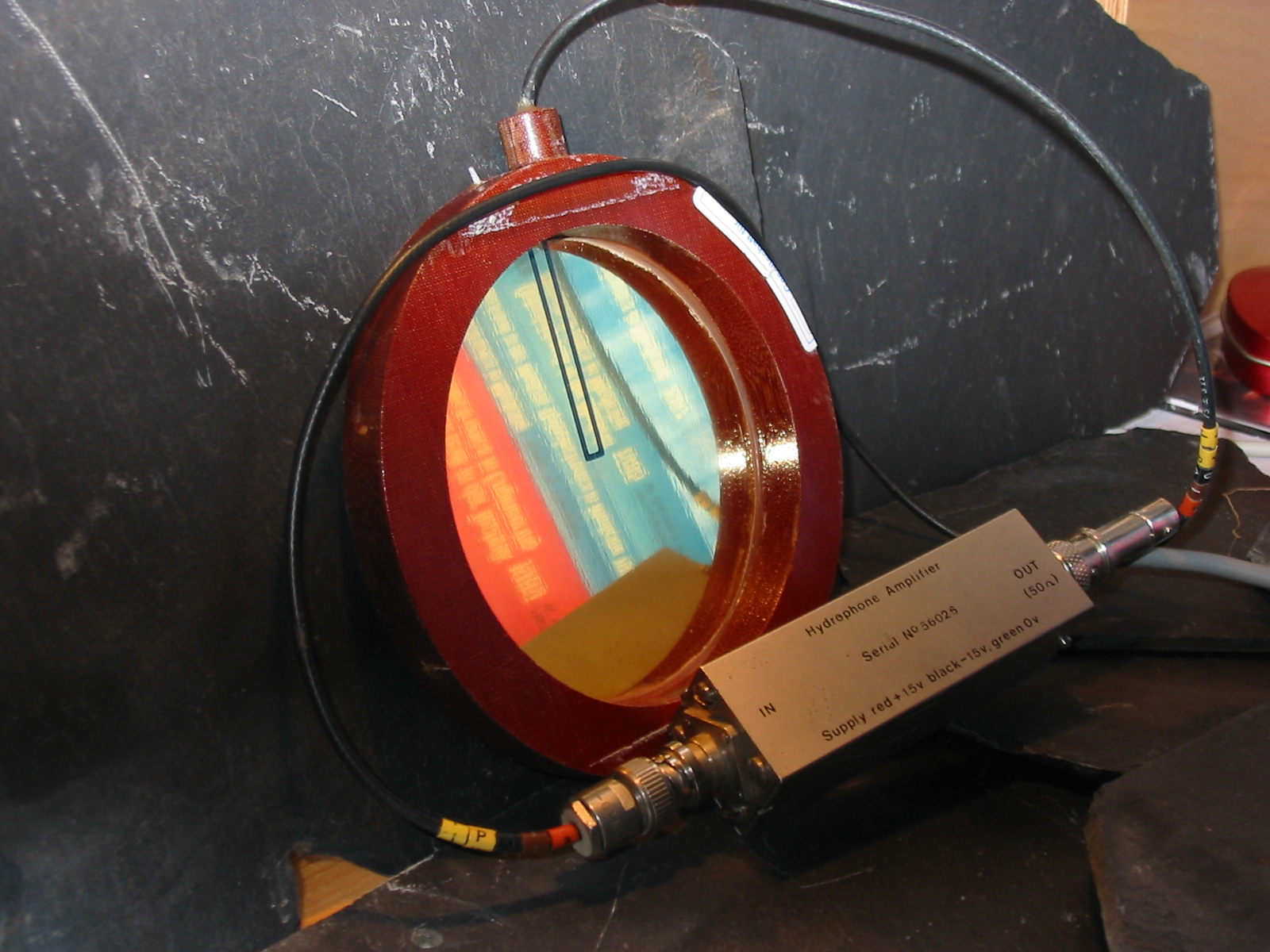
PVDF-Hydrophon mit 5 mm Sensordurchmesser bei 100 mm Foliendurchmesser, mit Marconi-Hydrophonverstärker

PVDF-Folien können bei weitem dünner hergestellt werden als PZT und sind zum bevorzugten Material für leistungsstarke Hydrophone in breitbandigen Anwendungen geworden. Das weiche Material erreicht durch die hohe Dämpfung nur Gütefaktoren unter 15. Dadurch ähnelt die spektrale Empfindlichkeit eines PVDF-Hydrophons der für Breitbandempfänger erwünschten Charakteristik eines Tiefpasses. Die akustische Kopplung ist gut (0,36), da sowohl die Dichte (1,78 g/cm³) als auch die Schallgeschwindigkeit (2260 m/s) von PVDF nahe genug an den entsprechenden Werten für Wasser liegen. PVDF bleibt bis zu Dicken im Bereich weniger Mikrometer mechanisch ausreichend stabil, so dass daraus Sensoren hergestellt werden können, deren Eigenfrequenz Werte bis zu 1000 MHz erreichen. Eine dünne PVDF-Folie stört das Wellenfeld, welches es messen soll, nur minimal.

#### Kalibrierung
Piezoelektrische Schallwandler müssen bei der Herstellung polarisiert werden und altern im Laufe der Zeit in dem Sinne, dass sich ihre Empfindlichkeit und eventuell auch ihr Frequenzgang verändern. In Anwendungen, bei denen absolute Kenndaten eines Wasserschall-Wellenfeldes mit einem Hydrophon ermittelt werden, muss der Sensor regelmäßig kalibriert werden. Dazu vergleicht man die Ausgangsspannung des Hydrophons mit der möglichst genau bekannten, absoluten akustischen Erregung. Den absoluten Wasserschalldruck in einer Messanordnung zu bestimmen, ist allerdings nicht trivial. Eine raffinierte Methode zur Kalibrierung von Hydrophonen nutzt den akusto-optischen Effekt.

### Akusto-Optischer Effekt
Hendrik Antoon Lorentz erkannte 1880, dass der Brechungsindex eines Mediums für Licht mit der Dichte des Mediums variiert. Daher stellt eine monofrequente, ebene Wasserschallwelle ein dickes Phasengitter für Licht dar, das in Richtung der Wellenfronten (also senkrecht zur Ausbreitungsrichtung des Schalls) dieses Wasserschallfeld durchquert. Die Analyse des Beugungsbildes eines Laserstrahls nach dem Passieren eines Wasserschall-Wellenfeldes erlaubt die Ermittlung der Kenngrößen des beugenden Schalls und ermöglicht so, einen von Materialparametern unabhängigen Absolutwert des Schalldrucks zu bestimmen. Eine messende Anordnung zur Beugung von Laserlicht an Wasserschall stellt selbst ein berührungsfreies Hydrophon dar und kann als Kalibrationsnormal dienen.
Seit den späten 1970er Jahren sind mehrere faseroptische Methoden zur Detektion von Wasserschall entwickelt worden. Dabei wird ein Laserstrahl durch einen im Wasser befindlichen Lichtwellenleiter geführt. Nach Passieren des Lichtwellenleiters wird die Änderung der Amplitude, Frequenz, Polarisation oder der Phase des Lichts gemessen. Besonders geeignet um eine ausreichende Empfindlichkeit zu erzielen ist letzteres. Die Messung der Phasenverschiebung erfolgt dabei über ein Interferometer, bei dem der phasenverschobene Lichtstrahl mit dem Lichtstrahl einer Referenzmessung überlagert wird.
Ein anderes faseroptisches Hydrophon vermisst die Reflexion eines Laserstrahles am Ende einer Glasfaser, die in das Wasser eingebracht ist. Der Anteil des reflektierten Lichts ändert sich mit dem Brechungsindex des Wassers und damit mit dem Druck. Da die Faser sehr dünn gestaltet werden kann und keine bewegten Teile beteiligt sind, wird eine hohe Orts- und Zeitauflösung erreicht.

### Richtcharakteristik
Sowohl piezoelektrische als auch akusto-optische Hydrophone sind kohärente, phasensensible Amplitudenempfänger und weisen daher eine stark gerichtete Empfangscharakteristik auf. Wird eine Empfängerplatte unter einem solchen Winkel von einer ebenen Welle getroffen, dass die Phasenlage ihrer relativ zur größten Verkippung bezogen auf die Wellenfront gegenüber liegenden Ränder gerade um eine Wellenlänge verschoben sind, ergibt das Integral aller lokalen Erregungen über die gesamte Platte den Wert null. Für einen vorgegebenen Sensor korreliert die Steilheit seiner Charakteristik außerdem offensichtlich negativ mit der Wellenlänge des Empfangssignals. Im Vergleich zur Wellenlänge große Sensorflächen führen also bei Amplitudenempfängern stets zu sehr steilen Richtcharakteristiken. Um breite Empfangskeulen zu erhalten, also auch für schräg einfallende Wellen sensibel zu sein, muss man die Sensorfläche möglichst klein wählen.

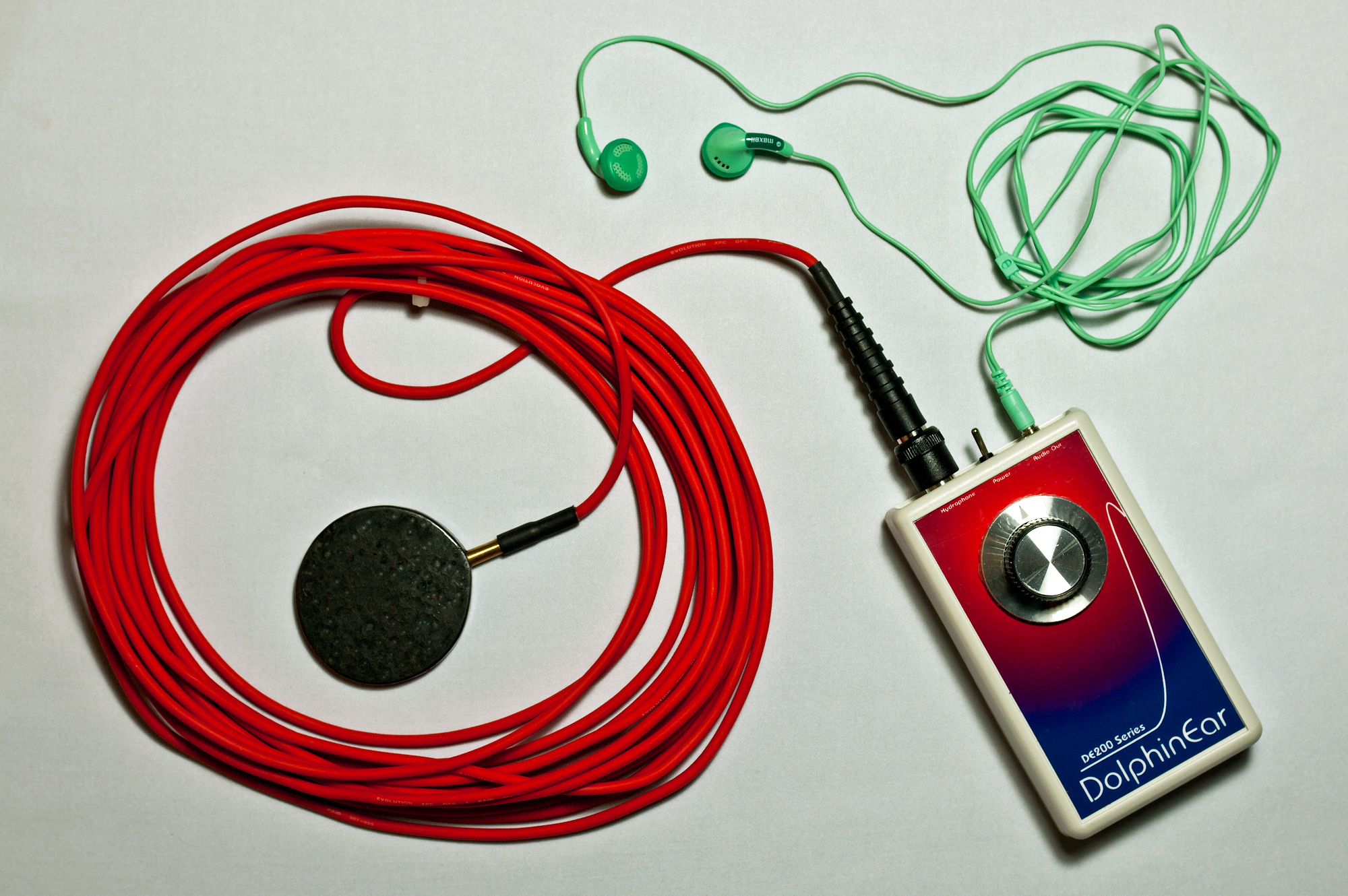
Ein einfaches Hydrophon, das zum Mithören von Unterwasser-Tierlauten angeboten wird

Die Empfangscharakteristik eines Hydrophons kann variabel gestaltet werden, wenn mehrere kleine Sensoren in geeigneter Anordnung positioniert und ihre Ausgangssignale elektronisch geschickt miteinander gekoppelt bzw. verrechnet werden. Je nachdem, ob die Addition der Empfangssignale deren Phasenlage berücksichtigt, oder ob die Einzelsignale vor der Addition z. B. quadriert werden (Intensität entspricht dem Amplitudenquadrat), ergibt sich eine steilere oder eine flachere und damit breitere Richtcharakteristik. Die Kohärenz und Phasentreue der Hydrophone ist bei vergleichenden Analogien mit der sehr hoch entwickelten, abbildenden Lichtoptik zu berücksichtigen, da dort nur inkohärente Intensitätsempfänger als passive Sensoren bekannt sind. Das übergeordnete physikalische Prinzip zur Quantifizierung der Richtcharakteristik eines Hydrophons findet man in der Theorie der Beugung mit der Sensorfläche als Apertur.

## Anwendungen

### Bildgebende Verfahren
Neben den etablierten Sonographieanlagen, die alle im Puls-Echo-Betrieb arbeiten und im entsprechenden Hauptartikel ausführlich beschrieben sind, ist das quasioptische Ultraschall-Abbildungsverfahren besonders hervorzuheben, da es die Entwicklung des Ultraschall-Matrixhydrophons provozierte. Bei dieser Ultraschall-Transmissionskamera wird ein im Wasserbad eintauchender Körperbereich des Patienten mit inkohärentem, ebenem Ultraschall bestrahlt, der durch das Untersuchungsobjekt hindurch tritt und auf der anderen Seite mit Ultraschalllinsen in die Brennebene eines Ultraschallobjektivs abgebildet wird. Das Druckbild in der Brennebene wird flächig von Hydrophonen abgetastet und in ein Fernsehbild gewandelt. Eine derartige Anlage wurde unter anderem 1980 an der GSF in Neuherberg bei München hergestellt und bis 1989 betrieben. In den ersten Jahren dieser Ultraschall-Transmissionskamera rechnete eine eigens für diesen Zweck in die Anlage integrierte PDP11 die Druckamplituden-Signale und Positionen der Messsegmente der Hydrophonzeile in ein Fernsehbild um.

### Sonar
Hydrophone werden im Bereich des insbesondere militärisch genutzten Passivsonars genutzt, um Unterwassergeräusche und andere akustische Signale aufzuspüren. Dies erfolgt insbesondere bei U-Booten sowie bei Überwassereinheiten, die mit der U-Jagd betraut sind.
Seit 1950 betreibt die USA das Unterwasserabhörsystem SOSUS, das aus einem Netz stationärer Hydrophone besteht, die flächendeckend auf den Meeresboden versenkt wurden.

## Bauformen

### PZT-Hydrophon

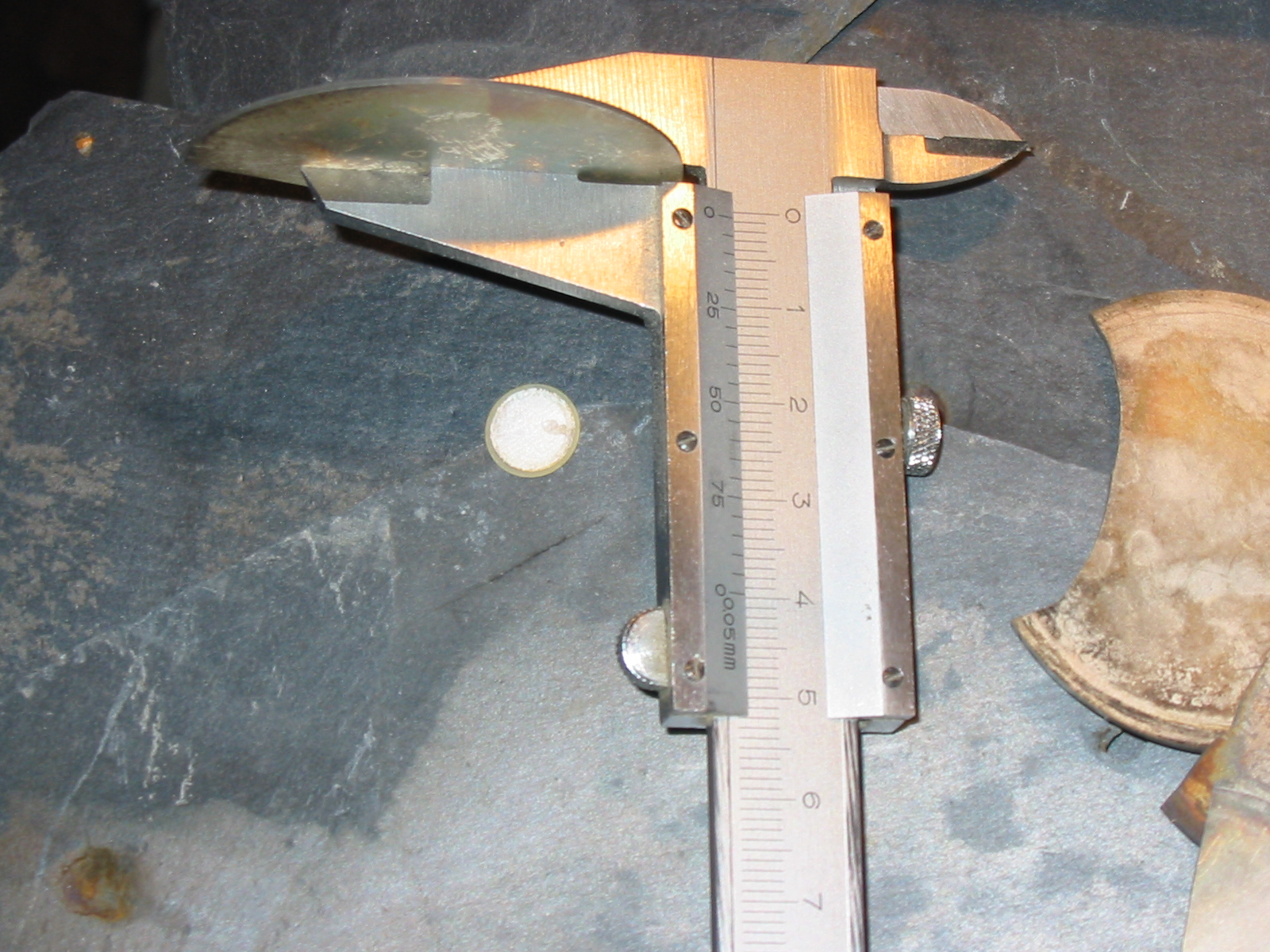
PZT-Dickenschwinger mit Eigenfrequenzen 3,1 MHz (50 mm) und 11,5 MHz (10 mm)

PZT-Platten werden ganzflächig polarisiert und beidseitig mit Silberelektroden bedampft. Die beiden Elektroden der Platte müssen elektrisch gegeneinander sehr gut isoliert sein. Geeignete Gehäuseformen geben also nur eine Elektrodenfläche frei und ummanteln den Rand sowie die zweite Fläche wasserdicht.

### PVDF-Hydrophon

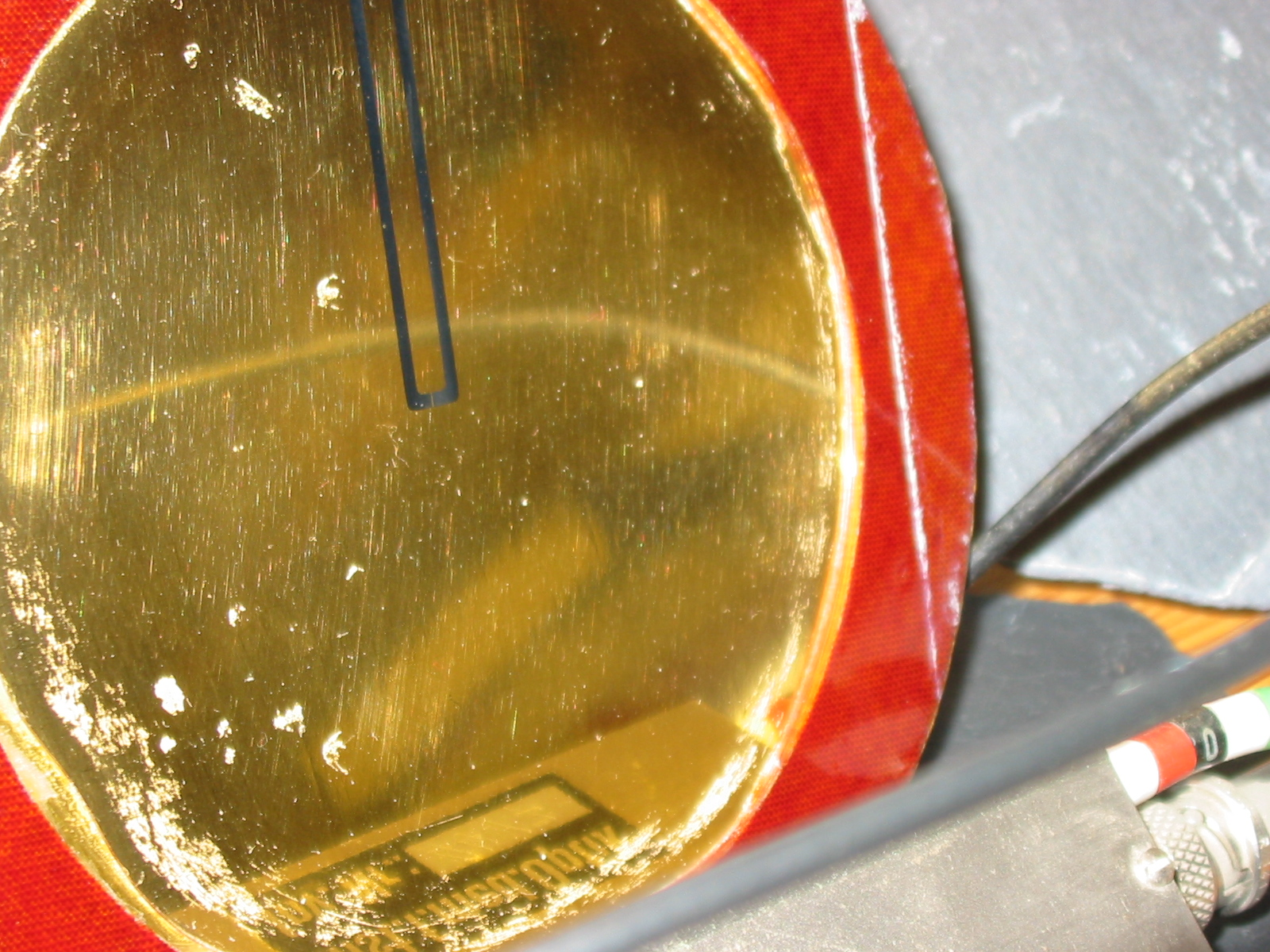
PVDF-Hydrophon von vorne; in der Mitte ist die Kontaktierung des sensiblen Bereiches als Goldbrücke über den Isolationsgraben erkennbar.

PVDF-Folien werden zum Teil ganzflächig, zum Teil auch nur im Spot polarisiert. Bei breitbandigen Hochleistungshydrophonen nimmt der polarisierte Teil oft weniger als 1 % der gesamten Folienfläche ein. Die Restfolie dient als wasserschallneutrale Aufhängung. Als Kontaktierung dient Gold, das zugleich die Folie schützt.
Eine weitere Bauform ist die Nadelsonde von Müller und Platte. Bei diesem Modell wird geschmolzenes PVDF auf eine Nadelspitze aufgetragen und anschließend polarisiert. Es entsteht ein etwa halbsphärischer sensitiver Bereich von weniger als 0,5 mm im Durchmesser. Diese Bauform hat eine sehr geringe Richtungsempfindlichkeit und ist zudem bei Anwendungen von Stoßwellenmessungen sehr robust.

### Hydrophonzeile
Das Schallbild der Ultraschall-Transmissionskamera der GSF wird über einen unter 45° geneigten Schallspiegel zur Wasseroberfläche gelenkt. Dort sitzt ein lineares Hydrophonarray aus 240 Einzelsensoren, angeordnet in drei jeweils zueinander versetzten Reihen. Während einer Aufnahme wird das Array senkrecht zu seiner Länge und parallel zur Wasseroberfläche bewegt. Die quadrierten Sensor-Ausgangsamplituden werden unter Adressen, die ihrer jeweiligen Sensorposition innerhalb des rechteckigen Scanbereichs entsprechen, in einen Bildspeicher eingelesen. Auf diese Weise wird die Flächenverteilung des Durchgangsschalls ermittelt und als Graubild, ähnlich einer Röntgenaufnahme, dargestellt. Ein schwerwiegender Nachteil dieser Anordnung resultiert aus der mechanischen Bewegung der Sensorleiste. Bereits bei mäßig schnellem Vortrieb lösen sich von der Hydrophonzeile Wasserwirbel ab, die störende Artefaktsignale auslösen.

### Matrixhydrophon
1989 wurde von einer Entwicklungsgruppe der Firma Siemens ein neu entwickelter Flächensensor für diagnostischen Wasserultraschall vorgestellt. Eine rechteckige PVDF-Folie
verschließt wasserdicht die bildseitige Stirnwand des Transmissionsbeckens. Der transmittierte Ultraschall wird mit dem Ultraschallobjektiv direkt auf dieses Matrixhydrophon abgebildet. Die Folie ist in Zeilen und Spalten geteilt und jedes Segment wird für sich elektrisch isoliert als autarkes, breitbandiges und flach gerichtetes Einzelhydrophon betrieben. Die äußere Seite der Folie trägt für jedes sensorische Matrizenelement die komplette, hoch integrierte Elektronik zum Quadrieren, Verstärken und A/D-Wandeln des Signals.